# Chimarra pataplan
Chimarra pataplan är en nattsländeart som beskrevs av Malicky 1989. Chimarra pataplan ingår i släktet Chimarra och familjen stengömmenattsländor. Inga underarter finns listade i Catalogue of Life.